# William S. Burroughs
 (mars 2022).
La mise en forme du texte ne suit pas les recommandations de Wikipédia : il faut le « wikifier ».
Les points d'amélioration suivants sont les cas les plus fréquents. Le détail des points à revoir est peut-être précisé sur la page de discussion.
- Les titres sont pré-formatés par le logiciel. Ils ne sont ni en capitales, ni en gras.
- Le texte ne doit pas être écrit en capitales (les noms de famille non plus), ni en gras, ni en italique, ni en « petit »…
- Le gras n'est utilisé que pour surligner le titre de l'article dans l'introduction, une seule fois.
- L'italique est rarement utilisé : mots en langue étrangère, titres d'œuvres, noms de bateaux, etc.
- Les citations ne sont pas en italique mais en corps de texte normal. Elles sont entourées par des guillemets français : « et ».
- Les listes à puces sont à éviter, des paragraphes rédigés étant largement préférés. Les tableaux sont à réserver à la présentation de données structurées (résultats, etc.).
- Les appels de note de bas de page (petits chiffres en exposant, introduits par l'outil «  Source ») sont à placer entre la fin de phrase et le point final[comme ça].
- Les liens internes (vers d'autres articles de Wikipédia) sont à choisir avec parcimonie. Créez des liens vers des articles approfondissant le sujet. Les termes génériques sans rapport avec le sujet sont à éviter, ainsi que les répétitions de liens vers un même terme.
- Les liens externes sont à placer uniquement dans une section « Liens externes », à la fin de l'article. Ces liens sont à choisir avec parcimonie suivant les règles définies. Si un lien sert de source à l'article, son insertion dans le texte est à faire par les notes de bas de page.
- La présentation des références doit suivre les conventions bibliographiques. Il est recommandé d'utiliser les modèles {{Ouvrage}}, {{Chapitre}}, {{Article}}, {{Lien web}} et/ou {{Bibliographie}}. Le mode d'édition visuel peut mettre en forme automatiquement les références.
- Insérer une infobox (cadre d'informations à droite) n'est pas obligatoire pour parachever la mise en page.

Pour une aide détaillée, merci de consulter Aide:Wikification.
Si vous pensez que ces points ont été résolus, vous pouvez retirer ce bandeau et améliorer la mise en forme d'un autre article.
Ne doit pas être confondu avec William Burrough.

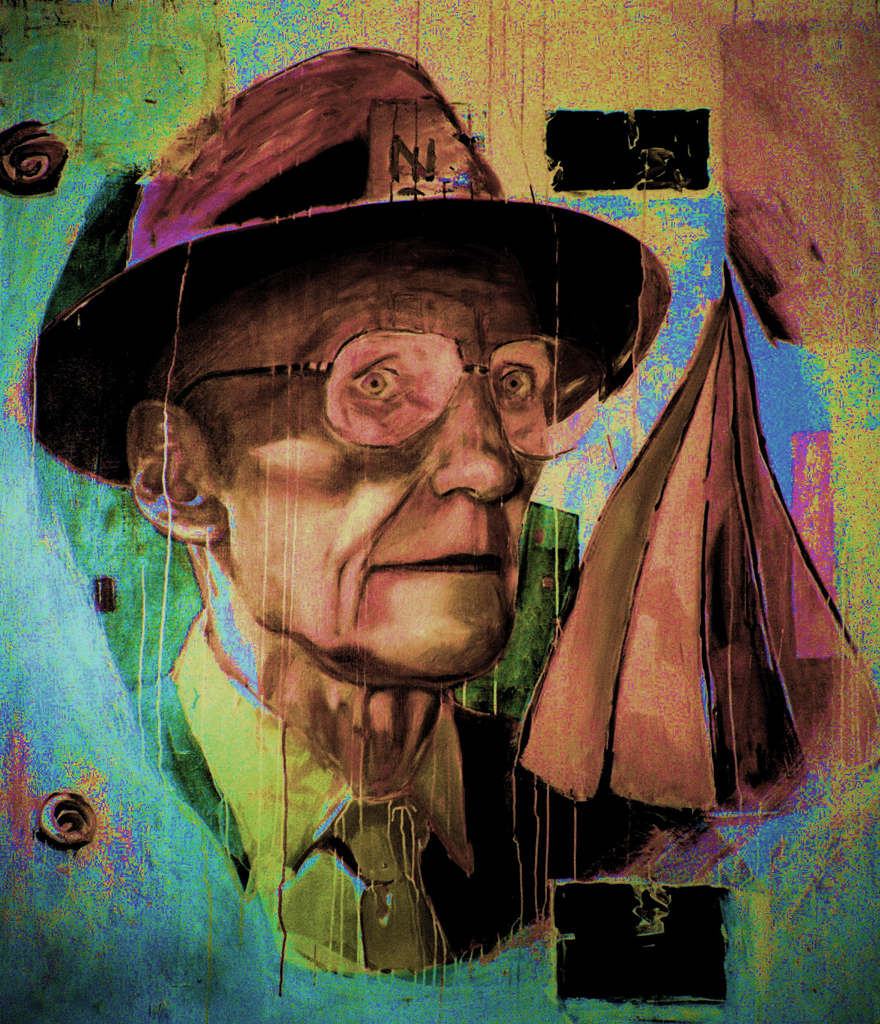

Ne doit pas non plus être confondu avec William Seward Burroughs I, son grand père, ni avec William S. Burroughs Jr., son fils.
Pour les articles homonymes, voir Burroughs.
William Seward Burroughs (/ˈwɪljəm ˈsuɚd ˈbɜɹoʊz/), dit William S. Burroughs, né le 5 février 1914 à Saint-Louis au 4664 de Pershing Avenue, dans l'État du Missouri et mort le 2 août 1997 dans sa propriété de Lawrence (Kansas) de complications liées à une crise cardiaque,, est un romancier et artiste américain.
Principalement connu pour ses romans hallucinés mêlant drogue, homosexualité et anticipation, il est associé à la Beat Generation et à ses figures emblématiques : ses amis Jack Kerouac et Allen Ginsberg. Il a élaboré le cut-up, technique littéraire consistant à créer un texte à partir d'autres fragments textuels d'origines diverses.

## Biographie
William Seward Burroughs naît dans une famille bourgeoise. Il est le petit-fils de William Seward Burroughs I, inventeur de la première machine comptable et fondateur de la « Burroughs Adding Machine Company ». Sa mère, Laura Lee Burroughs, est la fille d'un homme d'Église dont la famille se réclamait de l'ascendance de Robert E. Lee. 
Burroughs entre à l'université Harvard pour une licence de littérature anglaise dont il sort diplômé en 1936. Son expérience à Harvard est résumée au début de Junky : « J'ai détesté l'université et la ville dans laquelle je vivais. Tout en elle était mort. L'université était un faux décor anglais entre les mains de diplômés de faux collèges anglais. »
Il y étudie ensuite l'anthropologie puis la médecine à Vienne, expérience dont il garda toute sa vie un goût prononcé pour la chirurgie et les modifications du corps, la chimie du cerveau et les drogues.
En 1944, Burroughs est détective et travaille avec la pègre à New York. Il vit avec Joan Vollmer, une jeune femme brillante, passionnée de littérature et de philosophie, dans un appartement partagé avec Jack Kerouac et sa première femme Edie Parker. C'est à cette période, entre autres marquée par une affaire de meurtre dans laquelle sont impliqués des amis proches — l'affaire Kammerer-Carr, relatée dans le roman coécrit avec Kerouac Et les hippopotames ont bouilli vifs dans leurs piscines —, qu'il commence sa consommation d'héroïne et de morphine, jusqu'à son traitement à la méthadone à partir de 1980. Il épouse Joan deux ans plus tard, en 1946, avec le projet de fonder une famille. Leur fils William S. Burroughs Jr. naît en 1947, au Texas. Le 6 septembre 1951, en voyage à Mexico, Burroughs, ivre, tue sa femme d'une balle en pleine tête, alors qu'il essayait de reproduire la performance de Guillaume Tell, qui fendit d'une flèche la pomme posée sur la tête de son fils. Burroughs est inculpé pour homicide involontaire. Il est arrêté et passe un court séjour en prison avant d'être relâché.
Commencent alors des années d'errance : il parcourt l'Amérique du Sud à la recherche d'une drogue hallucinogène du nom de yagé, puis l'Afrique du Nord, avant de s'installer dans le sillage de Paul Bowles à Tanger, au Maroc en 1954. Il sombre dans une totale déchéance, conséquence d'une consommation effrénée de drogues : « J’ai passé un mois dans une chambre de la Casbah en train de regarder la pointe de mes pieds […] j’ai compris brusquement que je ne faisais rien. J’étais en train de mourir ». Parvenu « au terminus de la came », il écrit cependant un grand nombre de pages sous le titre provisoire Interzone et c'est Jack Kerouac qui donnera plus tard le titre définitif The Naked Lunch à cet ouvrage. Il confesse dans Queer, roman écrit en 1953 mais qui ne sera publié qu'en 1985 : « I am forced to the appalling conclusion that I would have never become a writer but for Joan’s death… [S]o the death of Joan brought me into contact with the invader, the Ugly Spirit, and maneuvered me into a lifelong struggle, in which I had no choice except to write my way out ». (Queer, 1985, p. xxii).
En 1956, il entame une première cure de désintoxication avec l'aide de John Dent, un médecin londonien qui inventa la cure d'apomorphine. À l'issue du traitement, il emménage au légendaire Beat Hotel à Paris, où il accumule des masses de fragments de pages manuscrites.
Avec l'aide de Ginsberg et Kerouac, il fait éditer Le Festin nu par Olympia Press. De leur côté, les fragments deviennent les trois épîtres d'une trilogie : La Machine molle, Le Ticket qui explosa et Nova express. Après sa sortie, le Festin nu est poursuivi pour obscénité par l'État du Massachusetts puis de nombreux autres. En 1966, la Cour Suprême du Massachusetts déclare finalement le livre « non obscène », ce qui ouvre la porte à d'autres travaux comme ceux d'Henry Miller (en particulier Tropique du Cancer).
Burroughs part pour Londres en 1960, où il publie de nombreux petits textes dans des magazines underground, travaillant dans le même temps sur un projet qui est publié en trois parties : Les Garçons sauvages, Les Cités de la nuit écarlate et Havre des saints. Il retourne à New York en 1974, où il devient professeur d'écriture pendant quelque temps, avant de réaliser que l'écriture ne peut être enseignée. Dans les années 1980, il entame une cure de désintoxication, s'installe à Lawrence en 1981 avec son dernier compagnon de vie et amant James Grauerholz, avec qui il forme un couple de 1974 à sa mort.
Dans les années 1990, Burroughs a attiré de nombreux symboles de la culture pop. Il apparaît notamment dans le film Drugstore Cowboy de Gus Van Sant, et, sur le conseil d'Allen Ginsberg, collabore avec Bob Wilson et Tom Waits pour donner naissance à la pièce Black Rider, jouée la première fois au Thalia Theatre de Hambourg le 30 mars 1990. Burroughs participera ensuite à des enregistrements de ses textes qui sortent chez Industrial Records, label de musique expérimentale et bruitiste de Londres : Throbbing Gristle pour le titre Nothing Here Now But the Recordings, Sonic Youth pour le titre Dead City Radio, Kurt Cobain pour le titre The Priest They Called Him ; R.E.M., Ministry, Bill Laswell, Parrhesia Sound System, entre autres.
Burroughs se distingue également par son utilisation du cut-up, technique qu'il met au point dans une petite chambre du Beat Hotel, rue Gît-le-Cœur à Paris avec Brion Gysin : le cut-up consiste à créer un texte à partir d'autres fragments textuels de toute origine (littérature, articles de presse, catalogues de vente par correspondance…) découpés de manière régulière, et remontés selon une logique prédéfinie, afin de faire émerger l'implicite, l'inavoué des textes de départ[réf. nécessaire]. Associé aux routines (récurrences de fragments du texte) tout au long d'une œuvre, le cut-up a également pour objectif de briser la cohérence logique imposée au discours par l'emploi du langage, considéré comme structure structurante. L'impression de semi-chaos générée par les cut-ups et de déjà-vu initié par les routines permettent de se rapprocher, sur le plan formel, de la logique de perception d'un individu plongé dans un environnement dont il ne maîtrise par définition pas les stimuli. L'ensemble a pour ambition de faire faire à la littérature la même révolution que celle de la peinture lors du passage à l'abstrait.
Après l'éclipse de Kerouac et la gloire que connaît Ginsberg à l'époque des hippies, Burroughs connaît un regain de popularité dans les années 1980-1990.
Décoré chevalier des Arts et des Lettres en 1984, lors de son passage en France au Printemps de Bourges avec Brion Gysin, Burroughs est considéré comme un des écrivains les plus influents du XXe siècle. Un des Cahiers de l'Herne lui fut consacré par Dominique de Roux, qui avait été son premier éditeur chez Christian Bourgois.
William S. Burroughs a consacré les quinze dernières années de sa vie à la peinture et aux arts visuels. Il a eu une production artistique dès les années 1960, et fut initié à l’art par Brion Gysin ; en 1963 ils produisirent ensemble un grand nombre de collages.
En 1978, ils réalisent également l’ouvrage The Third Mind, qui utilise la forme du cut-up pour élaborer un ensemble de courtes histoires. Du collage plastique au cut-up littéraire il n’y a qu’un pas, les fragments originaux de ce livre en témoignent : Gysin et Burroughs mélangent morceaux de textes et images afin de leur conférer un sens nouveau. Le titre The Third Mind renvoie à la sensation bouleversante que les deux artistes ont ressenti à la découverte de leur travail collectif — ils avaient la forte impression qu’une tierce personne avait réalisé ce livre — un troisième auteur ou esprit, synthèse de leurs deux personnalités.
En 1982, il se retire et s’installe au Kansas pour mettre en œuvre de nombreuses expérimentations plastiques. Il réalise alors des peintures au tir de carabine, séries intitulées Gunshot, faisant exploser la peinture sur des planches de bois. Il revient ensuite sur ces pièces avec des pochoirs et de la peinture fluo, des collages et des dessins à l’encre. Ces combine paintings relèvent de l’assemblage et sont dans la filiation de ses techniques d’écriture et de ses romans.
« Burroughs réalisait tout ce qui se trouvait dans ses romans, mais sur des toiles, exposées dans des galeries d'art. Sa peinture est une extension logique de ce qu'il a toujours fait. » (John Waters à propos de Burroughs).
« En 1982, Burroughs s’est retiré loin de tout, au Kansas. Grâce à la fidèle et efficace amitié de James Grauerholz, il put enfin poser bagages, s’occuper de ses chats, regarder par la fenêtre de sa chambre les frémissements des feuilles et des arbres […] et surtout peindre et dessiner, avec ou sans fusils de chasse, autant qu’il le voulait. C’est à cette période qu’il produisit une bonne partie de ses peintures sur papier ou sur cibles cartonnées et imprimées, d’abord criblées de balles, puis retravaillées au pinceau et, enfin, signées et datées en tant qu’œuvres d’art. »
Burroughs travaillait également au pinceau et à l’encre de couleur sur des pochettes qu’il utilisait pour classer ses papiers administratifs ; sur certaines, il est possible de lire son écriture au crayon décrivant ce qu'elles contenaient. Cette série appelée folders est très souvent recto-verso. De manière décomplexée Burroughs vidait ces pochettes de leur contenu, les ouvrait et peignait instinctivement dessus, figurant une représentation abstraite et colorée. 
William S. Burroughs a exposé de son vivant dans de nombreuses galeries, son œuvre a également fait l’objet d’une rétrospective au LACMA, Musée d’art de comté de Los Angeles en 1996, puis au ZKM de Karlsruhe en 2012. En 2014 une exposition à la Photographer’s Gallery de Londres lui est consacrée.
Aujourd'hui, William Burroughs Communications à Lawrence (Kansas) gère et garantit la protection de son œuvre littéraire et visuel. À Paris, la galerie Semiose le représente et lui a consacré une exposition personnelle en 2016, parallèlement à l’exposition sur la Beat Generation au Centre Pompidou dans laquelle de nombreuses œuvres de l’artiste étaient présentées,.

## Œuvres

### Traduites en français
- Junky
- Le Métro blanc
- Les Lettres du Yage
- Le Festin nu
- La Machine molle[28]
- Le Ticket qui explosa
- Trilogie / Dead Fingers Talk
- Nova express
- Les Garçons sauvages
- Œuvres Croisées
- Les Cités de la nuit écarlate
- Interzone
- L'Ombre d'une chance
- Mon éducation - Un livre des rêves (My Education : A Book of Dreams, 1995 ; traduit et paru en 2007 (Christian Bourgois éditeur, 2007)
- Essais (2 volumes)
- Queer
- William Burroughs (trad. de l'anglais par Gérard-Georges Lemaire), Entre chats [« The Cat Inside »], Paris, Christian Bourgois éditeur, coll. « Bouquins », 2009 (1re éd. 1986), 112 p. (ISBN 978-2-267-02041-0).
- Lettres de Tanger à Allen Ginsberg
- Takis (avec Gregory Corso et Pierre Restany)
- Ah ! Pook est là et autres contes
- L'Œuvre croisée (avec Brion Gysin)
- Les Derniers Mots de Dutch Schultz (The Last Words of Dutch Schulz, 1969 ; traduction par Mary Beach et Claude Pélieu, paru chez Christian Bourgois éditeur, 1972)
- Les Terres occidentales
- Exterminateur !
- Révolution électronique éd. Allia, 2017, trad. Jean Chopin, 64 p.  (ISBN 979-10-304-0703-7).
- Lettres 1945-1959
- Havre des Saints (Port of Saints) (Flammarion 1978)
- Le Porte-lame (Blade Runner: A Movie, 1979), traduit par Bernard Sigaud (Tristram, 2010)
- Et les hippopotames ont bouilli vifs dans leurs piscines (avec Jack Kerouac)
- Ultimes Paroles, traduction par Mona de Pracontal, Christian Bourgois éditeur

### Œuvres complètes originales
- 1953 : Junky
- 1959 : The Naked Lunch
- 1961 : The Soft Machine
- 1962 : The Ticket That Exploded
- 1964 : Nova Express
- 1970 : The Last Words of Dutch Schultz: A Fiction in the Form of a Film Script
- 1971 : The Wild Boys: A Book of the Dead
- 1973 : Exterminator!
- 1975 : Port of Saints
- 1979 : Blade Runner, A Movie
- 1979 : Ah Pook is Here and Other Texts
- 1980 : Cities of the Red Night
- 1983 : The Place of Dead Roads
- 1984 : The Burroughs File
- 1985 : Queer (écrit entre 1951 et 1953)
- 1986 : The Western Lands
- 1988 : Interzone
- 1991 : Ghost of a Chance
- 1992 : Painting and Guns
- 1994 : My Education: A Book of Dreams
- 1997 : Last Words: The Final Journals of William Burroughs
- 1998 : Word Virus: The William Burroughs Reader
- 2001 : Naked Lunch: The Restored Text
- 2003 : Junky: The Definitive Text of « Junk »

### Collaborations
- 1960 : The Exterminator, avec Brion Gysin (Auerhaun Press)
- 1960 : Minutes To Go, avec Brion Gysin, Sinclair Beiles et Gregory Corso (Two Cities Editions).
- 1967 : Darayt, avec Lee Harwood (Lovebooks)
- 1967 : So Who Owns Death TV?, avec Claude Pélieu & Carl Weissner (Beach Book Texts and Documents)
- 1970 : The Job: Interviews with William Burroughs, avec Daniel Odier
- 1970 : The Braille Film, avec Carl Weissner (Nova Broadcast Press)
- 1970 : Third Mind, avec Brion Gysin.
- 1971 : Jack Kerouac, avec Claude Pélieu, Paris, L'Herne, 1970. (en français)
- 1973 : Brion Gysin: Let the Mice In, avec Brion Gysin et Ian Somerville (Something Else Press)
- 1974 : The Book of Breething, avec Bob Gale
- 1975 : Sidetripping, avec Charles Gatewood et Hunter S. Thompson (Strawberry Hill)
- 1975 : Snack: Two Tape Transcripts, avec Eric Mottram (Aloes Books)
- 1981 : A Report from the Bunker, avec Victor Bockris
- 1985 : The Cat Inside, avec Brion Gysin (dessins)
- 1989 : Tornado Alley, avec S. Clay Wilson
- 2008 : And the Hippos Were Boiled in Their Tanks, avec Jack Kerouac[29] (Grove Press)

### Essais
- 1978 : Essais I, Christian Bourgois
- 1978 : Essais II, Christian Bourgois
- 1985 : The Adding Machine, Collected Essays, Calder

### Correspondances
- 1953 : The Yage Letters (avec Allen Ginsberg), publié en français par les Éditions de L'Herne, 1967.
- 1981 : Letters to Allen Ginsberg, 1953-1957. Full Court Press.
- 1993 : The Letters Of William S. Burroughs 1945-1959

### Enregistrements
- 1965 : Call Me Burroughs (English Bookshop)
- 1971 : Obsolète de Dashiell Hedayat. Shandar (LP, 1971) réédité par Mantra (cd, 1992)
- 1975 : William S. Burroughs/John Giorno. Giorno Poetry Systems.
- 1981 : You're The Guy I Want To Share My Money With (avec Laurie Anderson et John Giorno) Giorno Poetry Systems.
- 1982 : Nothing Here Now but the Recordings. Industrial Records.
- 1982 : Revolutions Per Minute (The Art Record). Ronald Feldmann Fine Arts.
- 1982 : Old Lady Sloan. Fresh Sounds.
- 1983 : Big Science (avec Laurie Anderson)
- 1984 : Sharkey's Night, de Laurie Anderson, sur l’album Mister Heartbreak
- 1985 : The Elvis of Letters (avec Gus Van Sant)
- 1986 : Break Through in Grey Room (sub rosa)
- 1986 : Home Of The Brave (avec Laurie Anderson)
- 1989 : Seven Souls de Material
- 1992 : The ‘Priest’, They Called Him (avec Kurt Cobain à la guitare). Tim Kerr Records.
- 1990 : Dead City Radio, Island Records, avec John Cale et Sonic Youth.
- 1993 : Spare Ass Annie & Other Tales, avec Disposable Heroes of Hiphoprisy
- 1993 : Just One Fix (en), de Ministry, sur l’album Psalm 69[30]
- 1993 : reprise de T'Aint No Sin, (Walter Donaldson / Edgar Leslie), sur l'album The Black Rider de Tom Waits,
- 1994 : Words of Advice', de Material, sur l’album Hallucination Engine
- 1996 : Star Me Kitten (avec R.E.M.), sur la B.O. Songs in the Key of X: Music from and Inspired by The X-Files
- 1997 : What Keeps Mankind Alive, sur l’album September Songs: The Music of Kurt Weill'
- 1999 : The Western Lands (avec Iggy Pop), sur l’album Hashisheen: The End of Law de Bill Laswell

## Filmographie

### Court-métrage
- 1969 : Cain’s Film de Jamie Wadhawan
- 1972 : Bill and Tony d'Antony Balch
- 1978 : Thot-Fal’N de Stan Brakhage
- 1983 : Pirate Tape de Derek Jarman

### Cinéma
- 1963 : Towers Open Fire d'Anthony Balch et William S. Burroughs
- 1963 : William Buys a Parrot d'Anthony Balch
- 1966 : Chappaqua de Conrad Rooks
- 1966 : The Cut Ups d'Anthony Balch
- 1968 : Häxan de Benjamin Christensen
- 1970 : Prologue de Robin Spry
- 1978 : Fried Shoes Cooked Diamonds
- 1981 : Energy and How to Get It de Robert Frank
- 1981 : Saturday Night Live du 7 novembre 1981
- 1982 : The Discipline of D.E. de Gus Van Sant
- 1982 : Poetry in Motion de Ron Mann
- 1983 : Taking Tiger Mountain de Tom Huckabee
- 1984 : Decoder de Muscha (de)
- 1984 : It Don’t Pay to Be an Honest Citizen de Jacob Burckhardt
- 1985 : Burroughs d'Howard Brookner
- 1985 : Ornette: Made In America de Shirley Clarke
- 1985 : What Happened to Kerouac ? de Gregory Corso
- 1985 : Kerouac, the Movie
- 1986 : Home of the Brave de Laurie Anderson
- 1987 : The Beat Generation - An American Dream de Janet Forman
- 1989 : Drugstore Cowboy de Gus Van Sant
- 1989 : Bloodhounds of Broadway de Howard Brookner
- 1989 : Heavy Petting
- 1990 : Twister de Michael Almereyda
- 1990 : Thanksgiving Prayer de Gus Van Sant
- 1990 : Laurie Anderson
- 1991 : Wax, or the Discovery of Television Among the Bees de David Blair
- 1991 : William S. Burroughs : Commissioner of Sewers de Klaus Maeck
- 1992 : Naked Making Lunch de Chris Rodley
- 1993 : The Junky’s Christmas réalisé avec Nick Donkin et Melodie McDaniel
- 1993 : Disposable Heroes of Hyphoprisy : A Junky Christmas
- 1993 : Even Cowgirls Get The Blues de Gus Van Sant
- 1994 : Ah, Pook Is Here de Philip Hunt
- 1994 : Drug-Taking and the Arts de Storm Thorgerson
- 1994 : The Life and Times of Allen Ginsberg
- 1995 : The Music of Kurt Weill : September Songs

### Adaptations
- 1991 : Le Festin nu de David Cronenberg
- 2017 : Les Garçons sauvages  de Bertrand Mandico
- 2024 : Queer de Luca Guadagnino

### Clip vidéo
- 1992 : Just one fix, vidéoclip du groupe Ministry, tiré de l'album Psalm 69: The Way to Succeed and the Way to Suck Eggs
- 1997 : Last Night On Earth, vidéoclip du groupe U2, tirée de l’album Pop

## Expositions personnelles (sélection)
- 2023 : The Ripper Spirals, Semiose galerie, Paris
- 2016 : William S. Burroughs, Semiose galerie, Paris
- 2014 : Taking Shots: The Photography of William S. Burroughs, The Photographers’ Gallery, London
- 2014 : William S. Burroughs, Creative Observer, Lawrence Arts Center, Lawrence Kansas
- 2014 : Can You All Hear Me, October Gallery, London
- 2014 : The Burroughs Century, Indiana University, Bloomington
- 2013 : William S. Burroughs, Retrospektive, Deichtorhallen, Hamburg
- 2013 : Cut-Ups, Cut-Ins, Cut-Outs, The Art of William S. Burroughs, Mglc International Centre for Graphic Arts, Ljubljana
- 2012 : The Name Is Burroughs - Expanded Media, ZKM, Museum of Contemporary Art, Karlsruhe
- 2012 : All out of time into space, October Gallery, London
- 2012 : Cut-ups Cut-ins Cut-outs, Die Kunst des William S. Burroughs, Kunsthalle Wien, Vienna
- 2009 : Naked Leftovers, DotDotDot Artspace, Lawrence
- 2009 : 50th Anniversary Celebration of William S. Burroughs’ The Naked Lunch, Th!nkart Salon, Chicago
- 2009 : William S. Burroughs, London Photographs, Maggs Bros, London
- 2008 : Burroughs Live in serie of exhibitions Collision Course, Royal Academy of Arts, London
- 2008 : William S. Burroughs : Life File, Riflemaker, London
- 2005 : The Unseen Art of William S. Burroughs (three parts : Dead Aim (Part I), Pistol poem (Part II), Rifle Range (Part III), Riflemaker, London
- 2004 : The Seven Deadly Sins, Raab Galerie, Berlin
- 1999 : Galerie Carzaniga & Ueker, Basel
- 1996 : William S. Burroughs, Ports of Entry, Los Angeles County Museum, Los Angeles; Spencer Museum, University of Kansas, Lawrence
- 1996 : Concrete and Buckshot. William S. Burroughs Paintings 1987-1996, Track 16 Gallery and Robert Berman Gallery, Santa Monica
- 1996 : Nineties Beat Paintings, David Levik Gallery, Kansas City Missouri
- 1995 : The Seven Deadly Sins, Kunsthallen Brandts Klaedefabrik, Odense
- 1994 : Photographs 1962-1972, Vintage Gallery, Amsterdam
- 1994 : Nagual Marks, Aktionsforum Praterinsel, Munich
- 1994 : The Bourgeois Pig, Lawrence, Kansas
- 1994 : Ulrich Museum of Art, Wichita State University, Witchita
- 1993 : Center for Study and Exhibit of Drawings, Exquisite Corpse, New York
- 1993 : The Seven Deadly Sins, Gagosian Gallery, New York; The Writer’s Place, Kansas City
- 1992 : The Seven Deadly Sins, Earl McGrath Gallery, Los Angeles; Nautilus Foundation, Lloyd; Hokin Gallery, Bay Harbor Islands; Earl McGrath Gallery, Los Angeles; Mincher- Wilcox Gallery, San Francisco, Artists en Mass, Lawrence, Kansas; October Gallery, London ; George Mulder Fine Arts, Amsterdam ; Galerie Kunst Parterre, Viersen,
- 1992 : Casa Burroughs: shotgun, dipinti e altro, Atelier Marconi Gallery, Torino
- 1991 : Galerie Carzaniga & Ueker, Basel
- 1991 : Galerie K, Amsterdam
- 1990 : Galerie K, Paris
- 1990 : Shotgun Paintings, works on wood & paper, The Seed Hall/Seibu Shibuya, Tokyo; Akarenga Hall/Seibu Shibuya, Seibu Sapporo, Sapporo
- 1990 : Galerie Waschsalon, Frankfurt
- 1990 : Deutsch-Amerikanisches Institut, Tübingen
- 1989 : Galerie Carzaniga & Ueker, Basel Art Fair, Basel
- 1989 : Galeria EMI Valentim de Carvalho, Lisbon
- 1989 : Kellas Gallery, Lawrence, Kansas
- 1989 : Elliot Smith Gallery, St. Louis
- 1988 : October Gallery, London
- 1988 : Suzanne Biederberg Gallery, Amsterdam Art Fair, Amsterdam
- 1987 : Tony Shafrazi Gallery, New York

## Expositions collectives (sélection)
- 2017 : Parole, Parole - Une exposition du 40e anniversaire du Centre Pompidou, Le Carré, Scène Nationale - Centre d’Art Contemporain, Chapelle du Genêteil, Château-Gontier
- 2016 : Beat Generation, ZKM Center for Art and Media, Karlsruhe
- 2016 : Beat Generation, MNAM Centre Pompidou, Paris
- 2015 : Richard Hawkins & William S. Burroughs, Cerith Wyn Evans, Isa Genzken, Tom of Finland, Galerie Buchholz, Berlin
- 2015 : EYES FOR BLOWING UP BRIDGES : Joining the dots from the Situationist International to Malcolm McLaren, John Hansard Gallery, Southampton
- 2015 : Great Gifts of Chance, Tom Christoffersen, Copenhaguen
- 2011 : Arp, Beckmann, Munch, Kirchner, Warhol ... Klassiker in Bonn, Kunst and Ausstellunghalle der Bunesrepublik, Bonn
- 2009 : Rip it Up And Start Again, Group show, Association d'art de Munich (de)
- 2009 : Inside the Bunker, at home with William S. Burroughs, Plattfon Record Store, Basel
- 2009 : Bukowski and Burroughs, Malcolm McNeil and WSB : The lost art Ah Pook is here, Track 16 Gallery, Santa Monica
- 2009 : Sonic Youth, etc. : « Sensational Fix », KIT Kunst im Tunnel, Düsseldorf
- 2009 : The third Mind : American Artists contemplate Asia, 1860 - 1989, Solomon R. Guggenheim Museum, New York
- 2009 : The Sky Is Thin As Paper Here, Association d'art de Munich (de)
- 2008 : Cu-Outs and Cut-Ups, Hans Christian Andersen and William Seward Burroughs, Irish Museum of Art, Dublin Omaggio a William Burroughs, Le Case D’arte, Mailand
- 2008 : Traces du Sacré, Haus der Kunst, Munich
- 2008 : Traces du Sacré, Centre Pompidou, Paris
- 2008 : Bend over / Hangover : An evening with Cinema Zero, White Flag Project, Saint Louis, Missouri
- 2008 : The Writer’s Brush : Visual Art by Writers, Pierre Menard Gallery, Cambridge; Anita Shapolsky Gallery, New York
- 2008 : The third Mind, Carte blanche à Ugo Rondinone, Palais de Tokyo, Paris
- 2008 : Oh Girl, It’s a boy!, Association d'art de Munich (de)
- 2007 : You’ll Never know, New Art Gallery, Walsall ; Hayward Gallery, London ; Harris Museum and Art Gallery, Preston
- 2007 : Radical Software, CCA Wattis, Wattis Institute for contemporary Art, San Francisco
- 2006 : Vinyl. Records and Covers by Artists, MACBA Museu d’Art Contemporani de Barcelona, Barcelona
- 2004 : Collage, Bloomberg SPACE, London
- 1997 : William S. Burroughs / George Condo, Pat Hearn Gallery, New York
- 1996 : Beat Culture and the New America, Walker Art Center, Minneapolis
- 1996 : William S. Burroughs, Los Angeles County Museum, Los Angeles
- 1996 : The Gun: Icon of Twentieth Century Art, Ubu Gallery, New York
- 1995 : Beat Culture and the New America, Whitney Museum of American Art, New York
- 1994 : Two Guys With Guns Making Art, (Duo exhibition with Hunter S. Thompson), Floria Brown Gallery, Woody Creek, Colorado
- 1994 : The Ossuary, Luhring Augustine Gallery, New York
- 1994 : Beat Generation Art, New York University, New York
- 1992 : Exhibition with Brion Gysin, Project Arts Centre, Dublin
- 1992 : Exhibition with Dennis Hopper, Sena Gallery, Santa Fe, New Mexico
- 1991 : Exhibition with Keith Haring, Murray Feldman Gallery, Los Angeles
- 1990 : Exhibition with Keith Haring, October Gallery, Londres
- 1990 : Paper Cloud, Thick Pages, exhibition with Allen Ginsberg, Gallery Casa Sin Nombre, Santa Fe
- 1989 : The Valley, Keith Haring and William Burroughs, George Mulder Fine Arts, New York
- 1988 : Exhibition with St. EOM, Center on Contemporary Art, Seattle
- 1982 : Exhibition at B2 Gallery, London supporting the Final Academy festival of readings and events celebrating William S. Burroughs and his work
- 1964 : Peinture, Poésie, Musique : David Budd Rencontre William Burroughs et Earl Brown, Rodolphe Stadler Galerie Stadler, Paris
- 1964 : Kochi Museum of Art, Kochi
- 1964 : Museum of Contemporary Religious Art, Saint Louis
- 1964 : Zentrum für Kunst und Medientechnologie Karlsruhe (ZKM), Karlsruhe
- 1964 : Kunsthalle Wien, Vienna

## Collections publiques
- Whitney Museum of American Art, New York
- Los Angeles County Museum of Art, Los Angeles
- Saint Louis Art Museum, St. Louis
- Washington University Gallery of Art, St. Louis
- Hallmark Collection, Kansas City
- Spencer Museum of Art, Lawrence
- British Museum, London
- Maison des ecrivains, Paris
- Marseille Museum, Marseille
- Kochi Museum of Art, Kochi
- Museum of Contemporary Religious Art, Saint Louis
- University, St. Louis
- Zentrum für Kunst und Medientechnologie Karlsruhe (ZKM), Karlsruhe
- Kunsthalle Wien, Vienna